# Колубара
Колубара (серб. Колубара) — река в Сербии. Она образуется у города Валево благодаря слиянию двух меньших рек Обницы и Ябланицы. Спустя примерно 100 км Колубара впадает в Саву в Обреноваце, пригороде Белграда.
Несмотря на небольшую длину, из-за большого числа притоков у реки относительно крупный бассейн в 3639 км². Крупнейшие притоки: Градац, Рибница, Лиг, Пештан (правые), Тамнава (левый). Река несудоходна.
В нижнем течении Колубары располагается угольный бассейн, запасы которого оцениваются в 4 миллиардов тонн, ежегодная добыча составляет 20 миллионов тонн. В 2007 году участок реки был переведён в искусственное русло для добычи угля на месте старого русла (близ города Велики-Црлени).
В долине Колубары в 1914 году состоялось одно из крупных сражений Первой мировой войны — Битва при Колубаре.